# Roberto Matosas
Roberto Matosas (Mercedes, 11 maggio 1940) è un allenatore di calcio ed ex calciatore uruguaiano, di ruolo difensore o centrocampista.

## Carriera

### Club
Cominciò la sua carriera calcistica nel Peñarol, dove vinse la Coppa Libertadores del 1961, raggiunse la finale della Coppa Libertadores del 1962 e le semifinali della Coppa Libertadores del 1963. Nel 1965 si trasferì nel River Plate, in Argentina, con il quale raggiunse la finale di Coppa Libertadores, persa proprio con il Peñarol, suo vecchio club. Dopo qualche stagione con il River Plate, Matosas tornò al Peñarol dove raggiunse la finale della Coppa Libertadores del 1970, anche se non giocò la finale. Con il Peñarol vinse anche vari campionati nazionali.
Nella Coppa Libertadores, dal 1961 al 1973, Matosas ha totalizzato 78 presenze e 6 gol.
Nel 1976 è tra le file della franchigia statunitense del S.A. Thunder, con cui ottiene il quarto e penultimo posto della Southern Division della Pacific Conference nella North American Soccer League 1976.

### Nazionale
Prese parte, insieme alla Nazionale di calcio dell'Uruguay, al campionato del mondo 1970 dove finì la competizione al quarto posto; Matosas giocò in tutte e sei le partite contro Israele, Italia, Svezia, Unione Sovietica, Brasile e Germania.
Con la Nazionale di calcio dell'Uruguay, Dal 23 marzo 1963 al 10 febbraio 1971, Matosas ha totalizzato 20 presenze e 0 gol.

## Palmarès

### Club

#### Competizioni nazionali
- Campionato uruguaiano: 5

Peñarol: 1961, 1962, 1964, 1965, 1973

### Competizioni internazionali
- Coppa Libertadores: 1

Peñarol: 1961